# Theresia Gouw
Theresia Gouw (Giacarta, 1968) è un'ingegnere e imprenditrice statunitense, investitrice nel settore tecnologico. Ha lavorato presso Bain & Company, Release Software e Accel Partners prima di co-fondare Aspect Ventures, una società di venture capital guidata da donne, nel 2014. Gouw è stata nominata una delle 40 menti più influenti nella tecnologia da Time Magazine ed è stata riconosciuta sette volte nella Forbes Midas List come una degli "investitori tecnologici più intelligenti del mondo". Con la sua attività è considerata la donna più ricca della Silicon Valley con un patrimonio personale, secondo Forbes, di 600 milioni di dollari nel 2020.

## Biografia
Nata in Indonesia da genitori cinesi emigrati negli Stati Uniti quando lei aveva tre anni in seguito alle persecuzioni della minoranza cinese, si è stabilita con la famiglia a Buffalo, nello stato di New York. Il padre, che era un dentista, aveva dovuto lavorare come lavapiatti mentre studiava all'università statale Suny per ottenere la licenza da dentista, la madre, una infermeria, era diventata cameriera.  Gouw si è laureata magna cum laude nel 1990 in ingegneria presso la Brown University e ha conseguito nel 1996 un MBA presso la Stanford University.

### Attività imprenditoriale

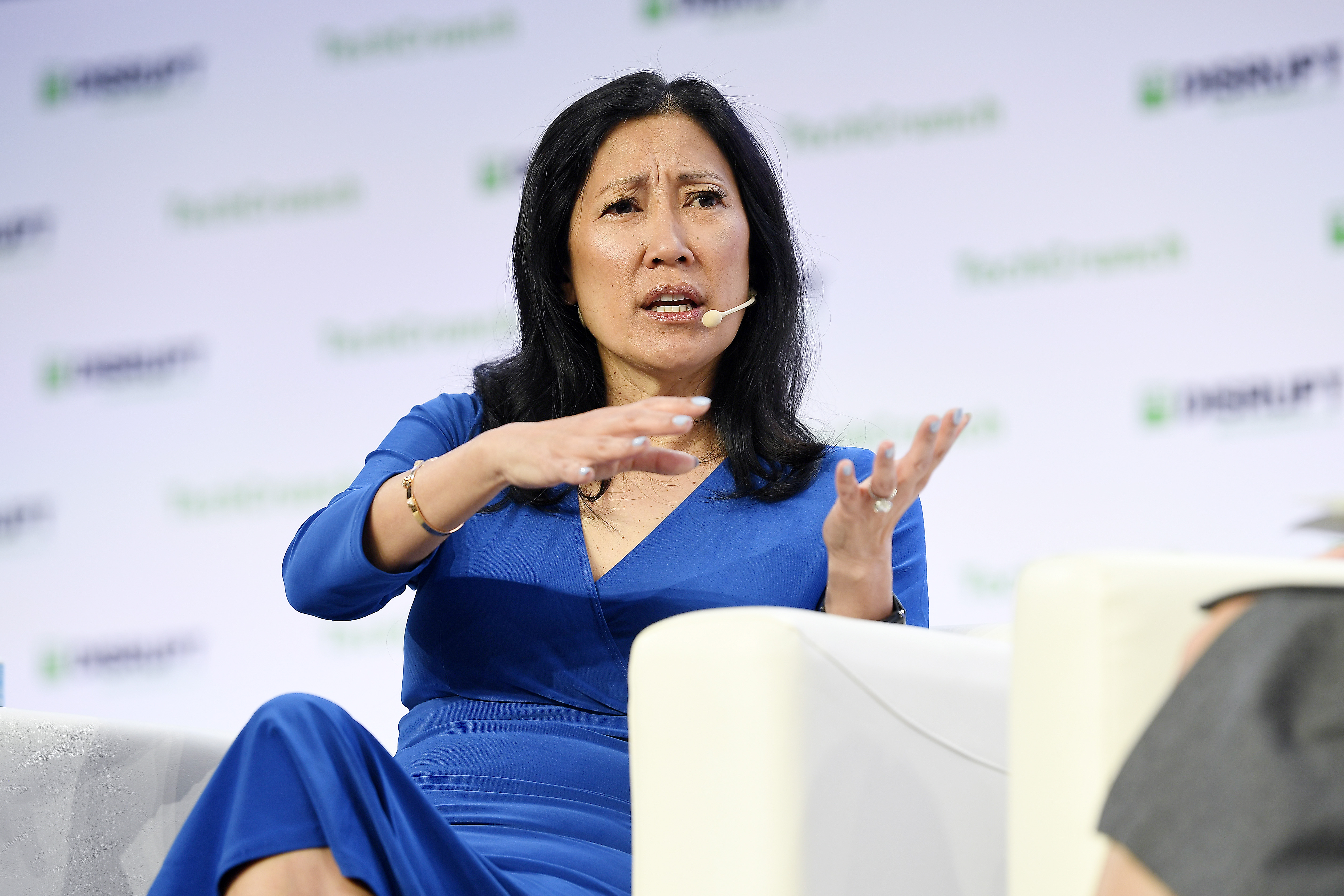
Gouw parla durante la convention di TechCrunch nel 2019 a San Francisco

Gouw ha iniziato la sua carriera in Bain & Company. Ha lasciato Bain per diventare membro fondatore di Release Software, una startup di software fondata insieme a compagni di classe dell'università, ricoprendo il ruolo di vice presidente per lo sviluppo degli affari e delle vendite. Dopo Release Software, Gouw è entrata a far parte di Accel Partners (la prima donna in un team di investitori in una società di Palo Alto) diventando infine Managing Partner. I suoi investimenti includevano Trulia (TRLA), specializzata nel mercato immobiliare, Imperva (IMPV), società di cybersecurity poi quotata al Nasdaq, LearnVest, JasperDesign e Kozmix.
Nel 2005 un'operazione di successo: insieme al suo partner Jim Breyer, ha investito in Facebook. Quasi due anni dopo l'IPO di Facebook.
Dopo 15 anni, nel 2014, Gouw ha lasciato Accel Partners e ha co-fondato Aspect Ventures con una collega anche lei investitrice nel venture capital, Jennifer Fonstad. Gouw e Fonstad avevano lavorato insieme all'inizio della loro carriera alla Bain & Company e a Release Software. Durante il primo anno, Aspect Ventures ha effettuato diversi investimenti semi finanziati dal capitale personale dei due co-fondatori. Nel maggio 2015, Aspect ha annunciato di aver raccolto il suo primo fondo da 150 milioni di dollari, che includeva capitale esterno da Limited Partners. Nel secondo fondo lanciato da Aspect Ventures Bill e Melinda Gates hanno investito 181 milioni di dollari.
La società di Gouw e Fonstadt ha effettuato investimenti in società tra cui ForeScout (FSCT), portato in Borsa nel 2018, Cato Networks, Exabeam, The Muse e Crew.
Alla fine del 2019 Gouw ha lanciato con alcuni ex dipendenti di Aspect una nuova società di venture capital, Acrew Capital, con il sostegno anche di Melinda Gates.

### Altri incarichi
Gouw fa parte del consiglio di amministrazione di diverse delle società in cui ha investito, tra cui Deserve, Cato Networks, ForeScout Technologies (FSCT), Exabeam e The Muse. È tesoriere nel Consiglio della Brown University Corporation. È vicepresidente del consiglio di amministrazione di DonorsChoose, ed è membro dello Stanford Graduate School of Business Advisory Council. Fa anche parte del Consiglio di Fondazione della Castilleja School. È promotrice di un'organizzazione, All Raise, che sostiene le donne imprenditrici e venture capitalist nella Silicon Valley.

## Vita privata
Vive a Palo Alto, ha due figli avuti nel matrimonio (poi finito con un divorzio) con Timothy Ranzetta, ed è collezionista di scarpe firmate.